# Sveti Nikola (list)
Sveti Nikola je list mladih Barske nadbiskupije.
Osnovan je siječnja 1996. godine. Osnivači su bili duhovni entuzijasti iz crnogorskog gradića Bara, gdje list i izlazi. Među osnivačima i prvim novinarima je bio i kasniji pomoćnik ministra vjera za katoličku vjeroispovijed u Vladi Crne Gore, Vladimir Marvučić. Krenuo je s izlaženjem nakon što su ga, od strane lokalnih crkvenih vlasti, odobrili nadbiskup Petar Perkolić i uz pomoć časnih sestara. 
List je dobio ime po svecu svetom Nikoli. Nekoliko je bilo razloga za to: sveti Nikola je zaštitnik barske župne crkve, a njemu je u Baru i barskoj okolici posvećen veliki broj crkava, i katoličkih i pravoslavnih. 
Također, u tim je krajevima sveti Nikola osobito štovani svetac kao svetac zaštitnik pomoraca, putnika, beskućnika i prognanih. 
Velikoj štovanosti svetog Nikole u Baru je pridonijela činjenica što je s druge strane Jadrana, Baru nasuprot, talijanski grad Bari, gdje se nalaze moći ovog sveca, u barskom kraju omiljeno prikazanog kroz priču nastalu u 10. odnosno 11. stoljeću, u kojoj se govori o "mirakulima svetog Mikule Barskog".
List je počeo izlaziti potaknut radom i dosezima somborskog list "Zvonika", koji mu je bio uzor. a kasnije je i sam svojim radom potakao slične listove u Crnoj Gori, franjevački "Sveti Ante Padovanski", koji izlazi u Tuzima na albanskom jeziku od 1999., ali i još neki projekti katoličke zajednice u Crnoj Gori. Zahvaljujući dvostranom vezi barskih entuzijasta i ovog lista, katolicka mladež župe Bar je jedna od najbolje organiziranih u Crnoj Gori.
Tematski se list bavi područjem duhovnosti, povijesti Bara i Barske nadbiskupije i susjedne Kotorske biskupije, a objavljuje i razgovore s vjerskim osobljem: biskupima, svećenicima, časnim sestrama, ali i laicima.
Urednik je župnik Vladimir Vasilj (iz redova isusovaca).
Još 2001. je bio jedini katolički list na hrvatskom jeziku u Crnoj Gori.

## Vanjske poveznice
- Renesansa vjere u Crnoj Gori[neaktivna poveznica]
- Biti u manjini ne znači biti manje vrijedan  Arhivirana inačica izvorne stranice od 6. svibnja 2005. (Wayback Machine)